# Польська третя ліга з футболу
Польська третя ліга з футболу (пол. III liga polska w piłce nożnej) — четвертий за значимістю дивізіон в ієрархії польського футболу. До сезону 2007-08 дане змагання називалося Четверта ліга, але після перейменування Першої ліги в Екстраклясу, змінилися назви і всіх нижчих ліг. З 2002 року в лізі грають тільки футбольні клуби з професійним (спортивні акціонерні товариства) і напівпрофесійним (об'єднання фізичної культури) статусами. У 2016 році вісім груп турніру реорганізовані в чотири.

## Групи

### І група
Професійні та напівпрофесійні команди Лодзинського, Мазовецького, Підляського, Вармінсько-Мазурського воєводств.

### ІІ група
Професійні та напівпрофесійні команди Куявсько-Поморського, Поморського, Великопольського, Західнопоморського воєводств.

### ІІІ група
Професійні та напівпрофесійні команди Нижньосілезького, Любуського, Опольського, Сілезького воєводств.

### IV група
Професійні та напівпрофесійні команди Люблінського, Малопольського, Підкарпатського, Свентокшиського воєводств.

## Команди
У сезоні 2018/19 в турнірі беруть участь такі команди:

### І група
- «Лехія» (Том.-Маз.)
- «Сокул» (Алекс.-Лодз.)
- «Полонія» (Варшава)
- «Олімпія» (Замбрів)
- «Ураган» (Моронг)
- «Урсус»
- «Світ» (Нов.-Дв.-Мазов.)
- «Вікторія» (Сулеювек)
- «ЛКС» (Ломжа)
- «Пелікан» (Лович)
- «МКС» (Елк)
- «Сокул» (Оструда)
- «Легія ІІ»
- «Легіоновія»  (Друга ліга)
- «Рух» (Вис.-Мазов.)  (Четверта ліга)
- «Зніч» (Б. Піска)  (Четверта ліга)
- «Унія» (Скерневіце)  (Четверта ліга)
- «Бронь» (Радом)  (Четверта ліга).

### ІІ група
- «Світ» (Скольвін)
- «Балтик» (Гдиня)
- «Лех ІІ» (Познань)
- «Влокняж» (Каліш)
- Полонія (Сьр.-Великопол.)
- «Сокул» (Клечев)
- «Котвиця» (Колобжег)
- «КП» (Стар.-Ґданськ.)
- «Погонь ІІ» (Щецин)
- «Ярота» (Яроцин)
- «Вєжиця» (Пельплін)
- «Вда» (Свеце)
- «Гурник» (Конін)
- «Гвардія» (Кошалін)  (Друга ліга)
- «Балтик» (Кошалін)  (Четверта ліга)
- «Радуня» (Стенжиця)  (Четверта ліга)
- «Хемік» (Бидгощ)  (Четверта ліга)
- «Мешко» (Гнезно)  (Четверта ліга).

### ІІІ група
- «Шленза» (Вроцлав)
- «Ґварек» (Тарн. Гури)
- «Сталь» (Бжеґ)
- «Гурник» (Польковіце)
- «П'яст» (Жміґруд)
- «Рух» (Здзешовіце)
- «Рекорд» (Бельсько-Бяла)
- «Заглембє ІІ» (Любін)
- «Лехія» (Дзержонюв)
- «Стільон» (Гожув-Великопол.)
- «Пнювек» (Павловіце)
- «Медзь ІІ»
- «Гурник ІІ» (Забже)
- «МКС» (Ключборк)  (Друга ліга)
- «Фото-Гігієна» (Ґач)  (Четверта ліга)
- «Варта» (Ґожув-Велькопол.)  (Четверта ліга)
- «Агроплон» (Ґлушина)  (Четверта ліга)
- «Рух» (Радзьонкув)  (Четверта ліга).

### IV група
- «Мотор» (Люблін)
- «КСЗО» (Остр.-Свентокш.)
- «Холм'янка» (Холм)
- «Подгале»
- «Сталь» (Ряшів)
- «Вулчанка»
- «Вісланє» (Яськовіце)
- «Орлента» (Радинь-Підляс.)
- «Авіа» (Свідник)
- «Сола» (Освенцим)
- «Спартакус» (Далешице)
- «Підляшшя» (Біла Підляська)
- «Вісла» (Сандомир)
- «Вісла» (Пулави)  (Друга ліга)
- «Сокул» (Сенява)  (Четверта ліга)
- «Чарні» (Поланець)  (Четверта ліга)
- «Сталь» (Красник)  (Четверта ліга)
- «Гутник» (Краків)  (Четверта ліга).